# Lago della Busalletta
Il lago della Busalletta è un lago artificiale dell'Appennino ligure che si trova al confine tra la provincia di Alessandria e la città metropolitana di Genova tra i comuni di Fraconalto, Busalla, Mignanego e Ronco Scrivia. 

## Caratteristiche

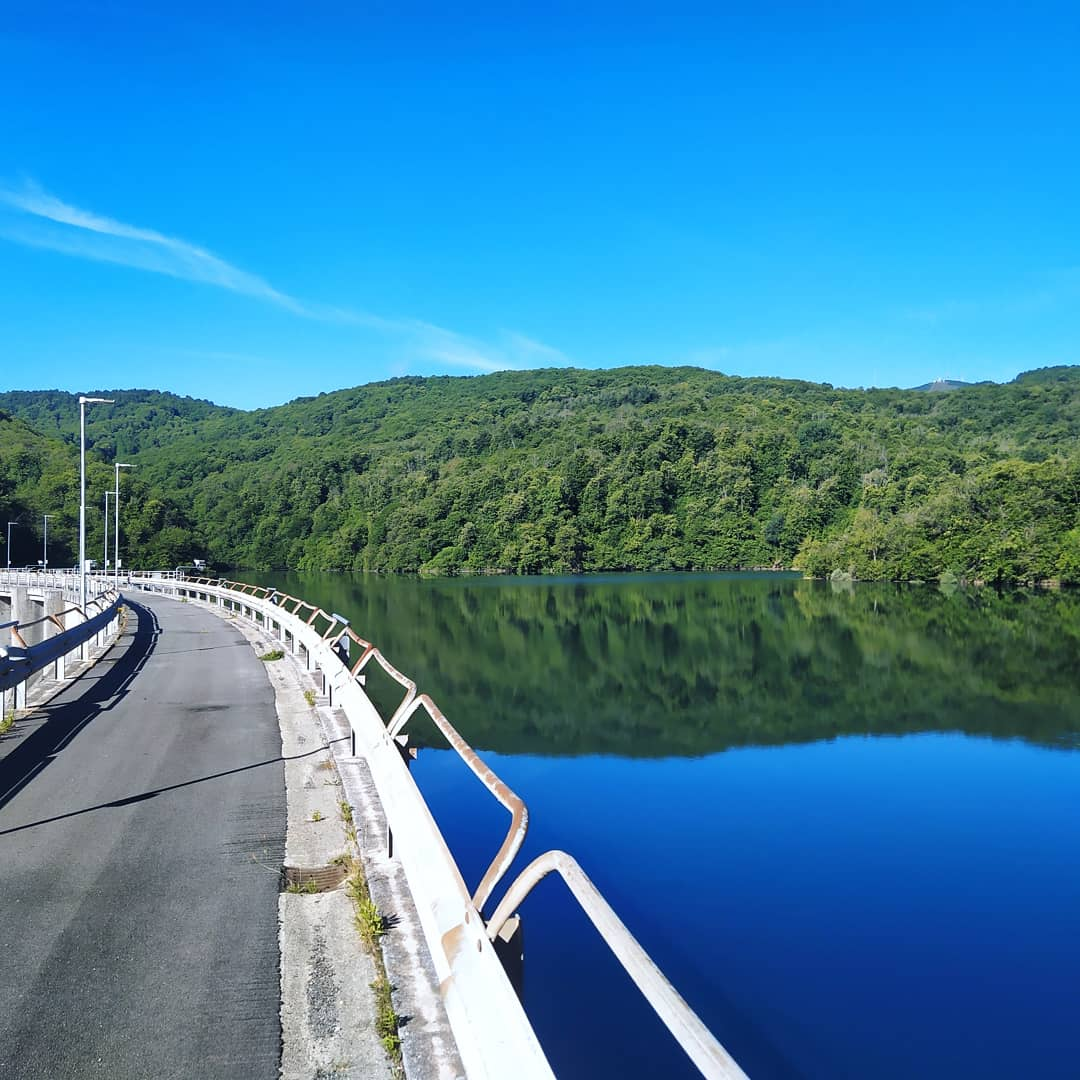
Dettaglio della diga

La capacità di massimo invaso è di 4,5 milioni di metri cubi. Un acquedotto partendo dal lago arriva a Mignanego dove l'acqua viene potabilizzata e immessa in rete. L'invaso venne costruito dal 1970 al 1977 dall'acquedotto Nicolay su progetto dell'ing. Giorgio Pietrangeli per avere un'ulteriore risorsa idrica oltre alla presa d'acqua fluente sul torrente Scrivia. Il bacino fornisce 340 litri al secondo per Genova e 30 litri al secondo per il comune di Busalla. La diga è del tipo a gravità con altezza 60 m e lunghezza di 220 m. Il serbatoio è profondo nel punto più basso 50 metri ed è esteso 0,3 chilometri quadrati. Nel lago ci sono soprattutto trote, cavedani, lucci, carpe e tinche.